# Betzenweiler

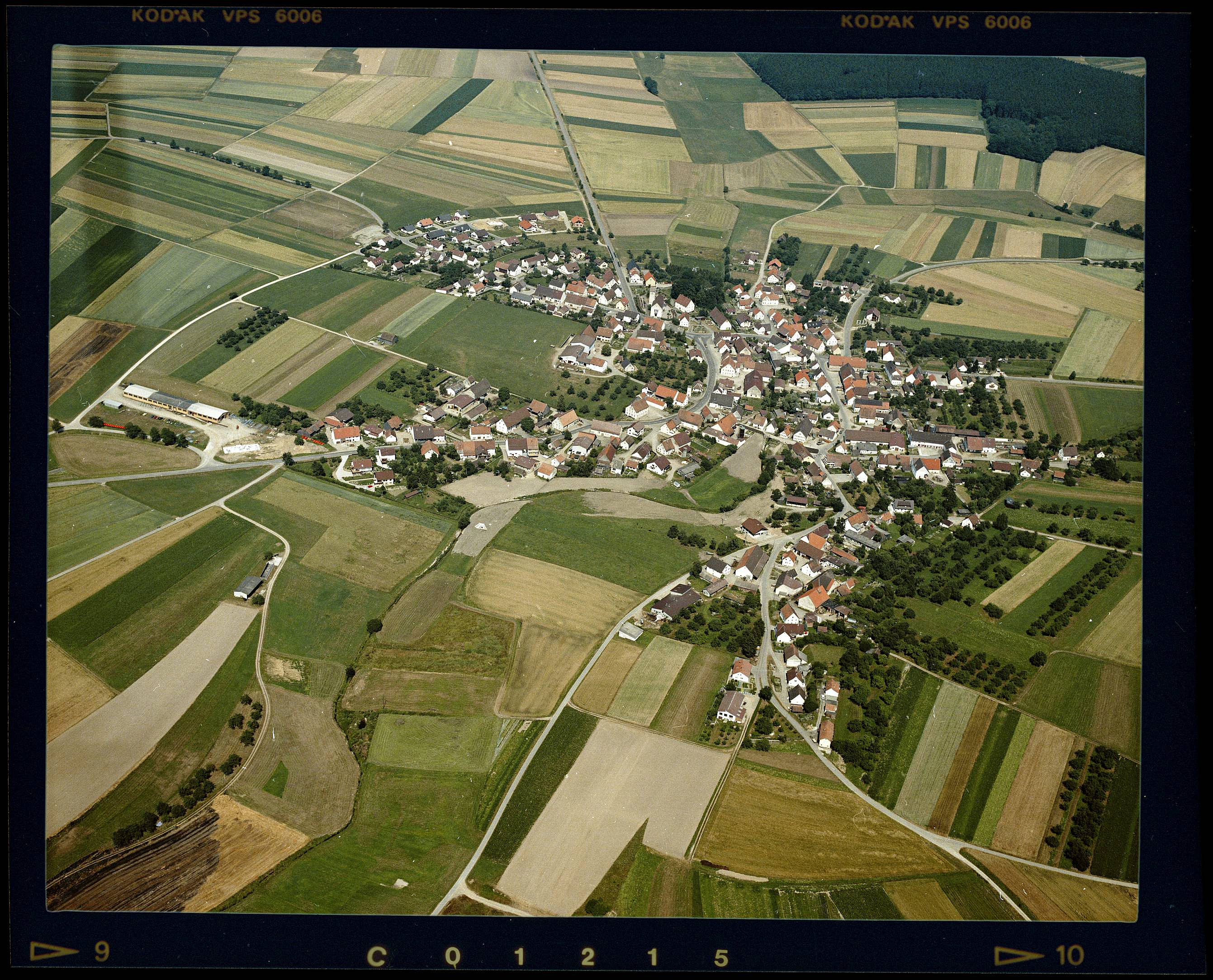
Luftbild von Betzenweiler (1983)

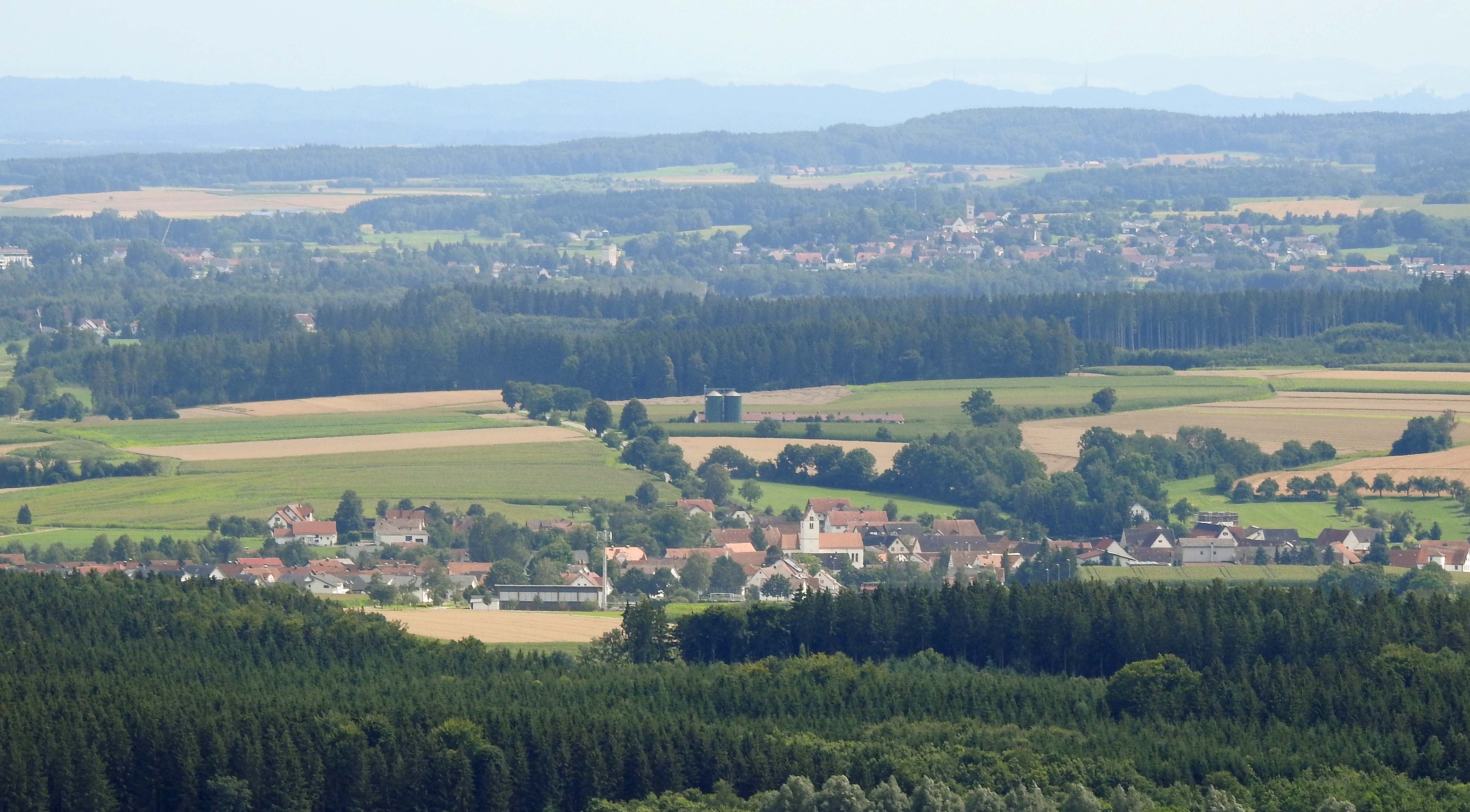
Betzenweiler von Norden vom Bussen aus

Betzenweiler ist eine Gemeinde im baden-württembergischen Landkreis Biberach in Deutschland.

## Geographie
Betzenweiler liegt in Oberschwaben.
Im Norden Betzenweilers erhebt sich der Bussen, der „Heilige Berg Oberschwabens“. Südlich liegt der Federsee, mit einem Teil des UNESCO-Weltkulturerbes „Prähistorische Pfahlbauten um die Alpen“.

### Nachbargemeinden
Betzenweiler grenzt im Norden an Uttenweiler, im Osten an Alleshausen, im Süden an Moosburg und Kanzach und im Westen an Dürmentingen.

### Schutzgebiete
Im Süden der Gemarkung hat Betzenweiler Anteil am Naturschutzgebiet Westliches Federseeried/Seelenhofer Ried, welches gleichzeitig Bestandteil des FFH-Gebiets Federsee und Blinder See bei Kanzach und des Vogelschutzgebiet Federseeried ist.
Östlich von Betzenweiler liegt zudem das kleine Landschaftsschutzgebiet Weiher im Miesachtal.

## Geschichte

### Mittelalter
Das Kloster St. Gallen hat im 9. Jahrhundert möglicherweise die Grundherrschaft am Ort ausgeübt, wenn eine Urkunde aus dem Jahre 817 zutrifft, die das Kloster im Besitz von „Perahtramnilvillare ad Fedarhaun“  nennt. Urkundliche Erwähnungen in der Namensform Betzenweiler gab es aber erst im Laufe des 13. Jahrhunderts, im Jahre 1249 als „Bencewiller“ und 1275 als „Bentzenwiler“.
Zur Entstehung des Namens Betzenweiler gibt es verschiedentliche Erklärungen. Ob der Name ein Erbe aus der keltischen Frühgeschichte des Ortes sein könnte oder erst im frühen Mittelalter in Bezug zu einem Gründer namens „Benzo“ entstand, ist ungeklärt. Beim Kanzacher Berg gibt es eine nur noch rudimentär erhaltene Keltenschanze.
Während des Hochmittelalters gehörte die Gemarkung Betzenweiler zum Herzogtum Schwaben.
Verschiedene klösterliche und adelige Ortsherrschaften wechselten sich im Lauf der Jahrhunderte ab. Im Mittelalter sind die Grafen von Veringen, ab etwa 1250 die Grafen von Grüningen-Landau und ab 1340 die Grafen von Württemberg als Ortsherren genannt worden. Diese vergaben den Ort 1392 als Lehen an die Herren von Hornstein. Der württembergische Hofmeister Dietrich von Speth zu Neidlingen übernahm den Ort 1472 in seinen Besitz.

### Frühe Neuzeit
Die Familie Speth verkaufte die Grundherrschaft in Betzenweiler 1510 an das Damenstift Buchau. Die hohe Gerichtsbarkeit am Ort übte die Linie Friedberg-Scheer des Hauses Waldburg aus.
Durch Kriegseinwirkungen und eine Pestepidemie während des Dreißigjährigen Krieges ging die Zahl der Bevölkerung Betzenweilers dramatisch zurück. Die Neubesiedlung verdankt der Ort dem Engagement des Paters von Stein, welcher Einwanderer aus der Schweiz, hauptsächlich aus der Raumschaft Inwil, herbeirief. Deshalb sind die Einwohner Betzenweilers noch heute im Umland als „Steinschweizer“ bekannt.
Mit der Auflösung des Damenstifts Buchau durch die Säkularisation 1803 fiel Betzenweiler an die Fürsten von Thurn und Taxis, die es dem Reichsfürstentum Buchau eingliederten.

### Seit der Zugehörigkeit zu Württemberg
Mit der Mediatisierung des Fürstentums Buchau fiel der Ort Betzenweiler 1806 an das Königreich Württemberg und wurde dort dem Oberamt Riedlingen zugeordnet. Im Jahre 1873 wurde Moosburg mit Brackenhofen aus der Gemeinde gelöst.
Die Kreisreform während der NS-Zeit in Württemberg führte 1938 zur Zugehörigkeit zum Landkreis Saulgau. Im Jahre 1945 wurde die Gemeinde Teil der Französischen Besatzungszone und kam somit zum Nachkriegsland Württemberg-Hohenzollern, welches 1952 im Bundesland Baden-Württemberg aufging. Seit der Kreisreform von 1973 ist Betzenweiler Teil des Landkreises Biberach. Durch die Gründung des Gemeindeverwaltungsverbandes Bad Buchau, welchem Betzenweiler angehört, konnte die Selbständigkeit der Gemeinde bis heute erhalten bleiben.

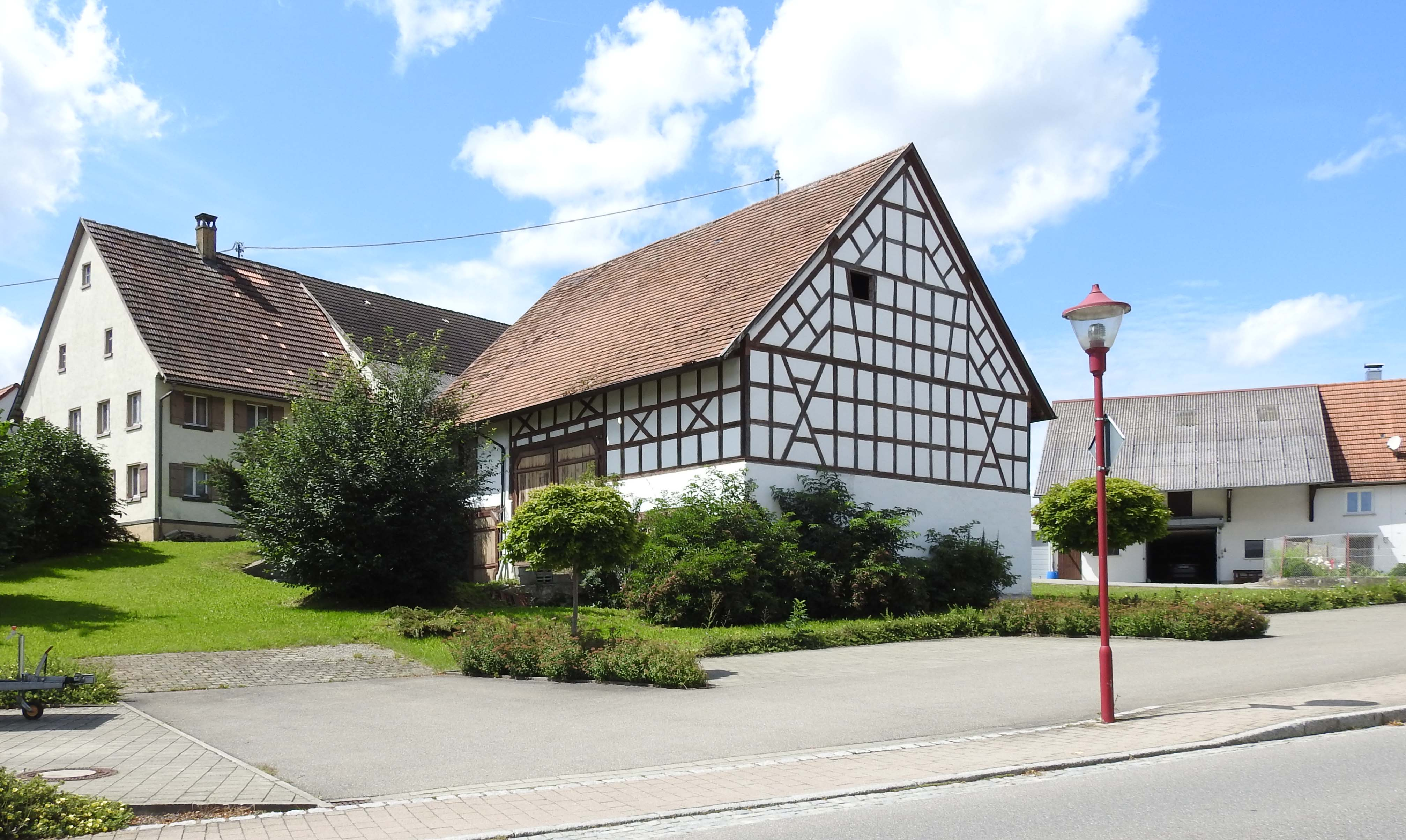
Bauernhof in Betzenweiler

### Religion
Der Ort ist traditionell vom Katholizismus geprägt. Die römisch-katholische Kirchengemeinde St. Clemens gehört zur Seelsorgeeinheit Federsee im Dekanat Biberach der Diözese Rottenburg-Stuttgart.

### Einwohnerentwicklung
| Jahr | Einwohnerzahl |
| ---- | ------------- |
| 1392 | 703           |
| 1606 | ca. 400       |
| 1670 | ca. 120       |
| 1693 | ca. 200       |
| 1803 | 335           |
| 1828 | 395           |
| 1834 | 470           |
| 1861 | 575           |
| 1895 | 710           |
| 1939 | 590           |

| Jahr | Einwohnerzahl |
| ---- | ------------- |
| 1961 | 622           |
| 1970 | 667           |
| 1972 | 672           |
| 1986 | 624           |
| 1991 | 626           |
| 1995 | 655           |
| 2005 | 722           |
| 2010 | 698           |
| 2015 | 742           |
| 2020 | 770           |

## Wappen
| Wappen der Gemeinde Betzenweiler | Blasonierung: „In geteiltem Schild oben in Schwarz eine goldene (gelbe) Hirschstange, unten in Gold (Gelb) ein durchgehendes rotes Kreuz mit Tatzenenden.“ |
| Wappen der Gemeinde Betzenweiler | Wappenbegründung: Betzenweiler war schon vor 1392 ein württembergisches Lehen. Hieran soll die in ausgetauschten Farben in der oberen Hälfte des geteilten Schildes dargestellte württembergische Hirschstange erinnern. Bei dieser weithin bekannten Wappenfigur konnte der zur Einhaltung der heraldischen Farbregel notwendige Farbentausch eher verantwortet werden als bei dem roten Adelindiskreuz aus dem Wappen des ehemaligen Stifts Buchau. Das letztere war von 1510 bis zur Säkularisation im Jahre 1802 Besitzer von Betzenweiler. Am 4. September 1979 hat das Landratsamt das Wappen und die Flagge verliehen. |

## Kultur, Sehenswürdigkeiten und Einrichtungen

### Kultur und Brauchtum
Wie das gesamte schwäbische Oberland ist Betzenweiler in Kultur und Religion stark katholisch geprägt. Entsprechend gestaltet sich der Jahresverlauf im öffentlichen Leben.
In Betzenweiler gibt es zudem eine starke Vereinslandschaft, wodurch Kultur und Brauchtum sehr lebendig gehalten werden. Zu den traditionsreichsten Vereinen zählen der "Verein der Bürgersöhne 1804 e. V." sowie der "Verein zum Gedenken an die Opfer aus Kriegen und Gewalt - Soldatenkameradschaft Betzenweiler 1870."
Das überregionale Brauchtum der Fasnet wird durch die Narrenzunft Stoischweizer hoch gehalten.

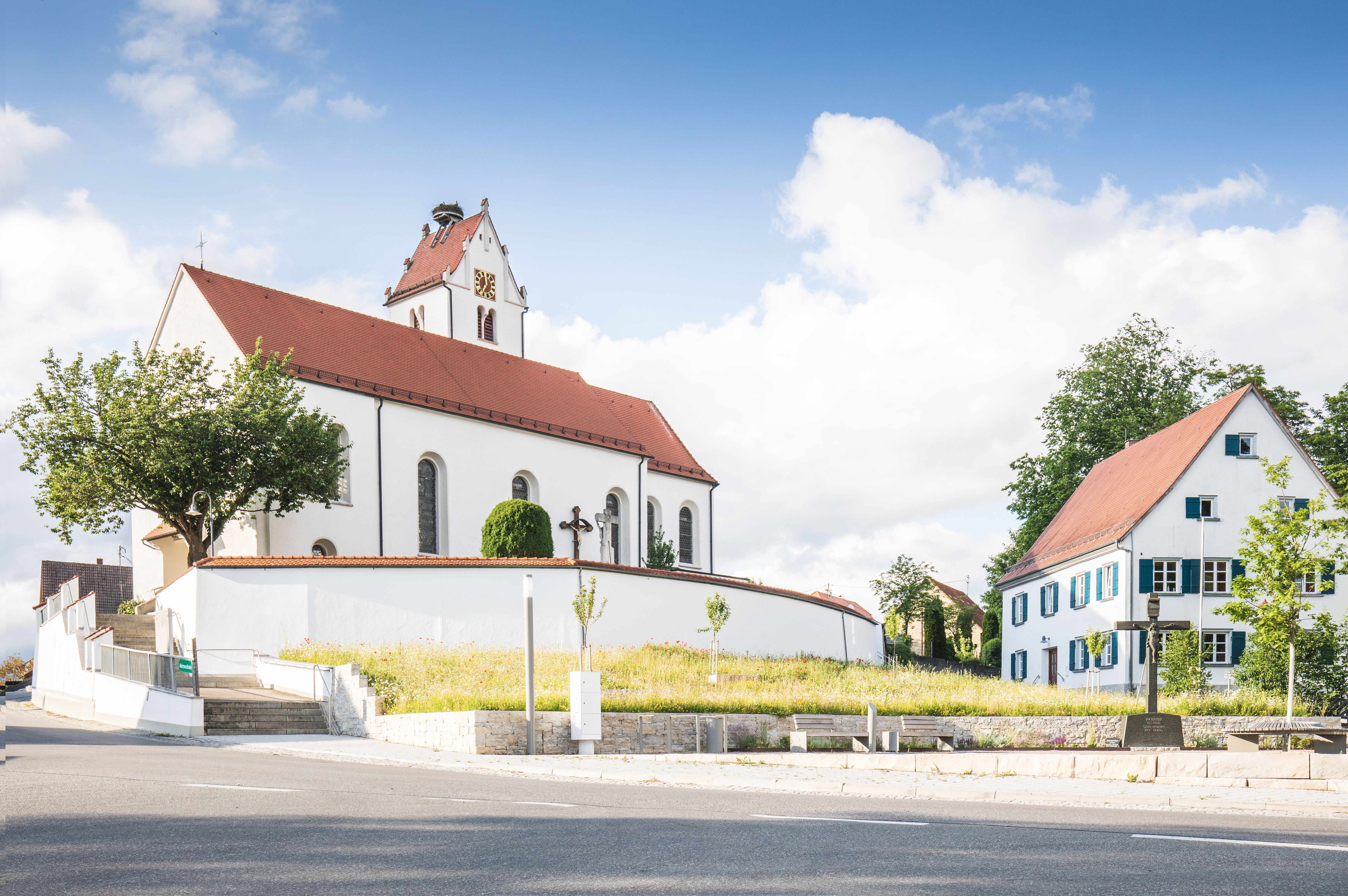
St. Clemens Betzenweiler

Der Sportverein, die Katholische Landjugend und der Musikverein zählen zu den mitgliederstärksten Gruppierungen. Besonders erwähnenswert sind zudem die vielfältigen und im Gemeindeleben sehr aktiven Chöre. Ein besonderes, musikalisches Werk ist die Entwicklung des Musicals "Die Steinschweizer" das im Jahr 2010 Premiere feierte und auf dem gleichnamigen Theaterstück aus dem Jahre 1866 basiert.

### Sehenswürdigkeiten
- Pfarrkirche St. Clemens mit denkmalgeschütztem Pfarrhaus
- Kapelle Bischmannshausen: Bereits 1693 wird im Teilort Bischmannshausen eine Marienkapelle erwähnt. Ihr Marienbild, eine Nachbildung der Einsiedler "Schwarzen Madonna", ist bis heute erhalten und war lange Zeit Wallfahrtsziel zahlreicher Pilger. In Oberschwaben ist bis heute verbreitet "siebenmal nach Bischmanshausen zu pilgern entspricht einmal in die Schweiz nach Einsiedeln."

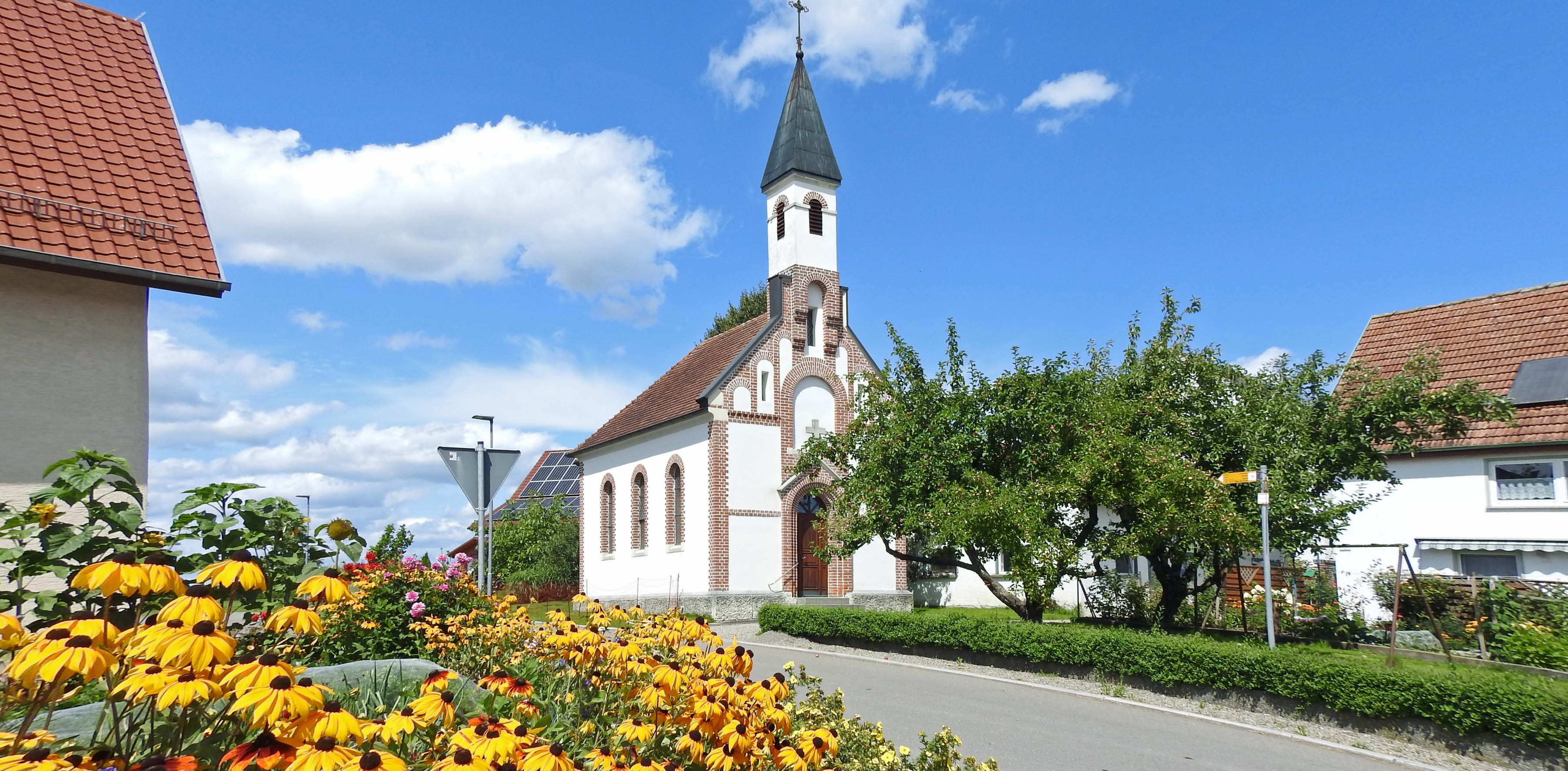
Kapelle St. Peter und Paul in Bischmannshausen

### Öffentliche Einrichtungen
Die Gemeinde Betzenweiler unterhält eine Vielzahl von öffentlichen Einrichtungen, die den Bewohnern und den Vereinen zugänglich sind. Dazu zählen das Dorfgemeinschaftshaus (Alte Schule), eine moderne Fest- und Mehrzweckhalle, Sportanlagen sowie Grill- und Spielplätze.

## Wirtschaft und Infrastruktur

### Wirtschaft

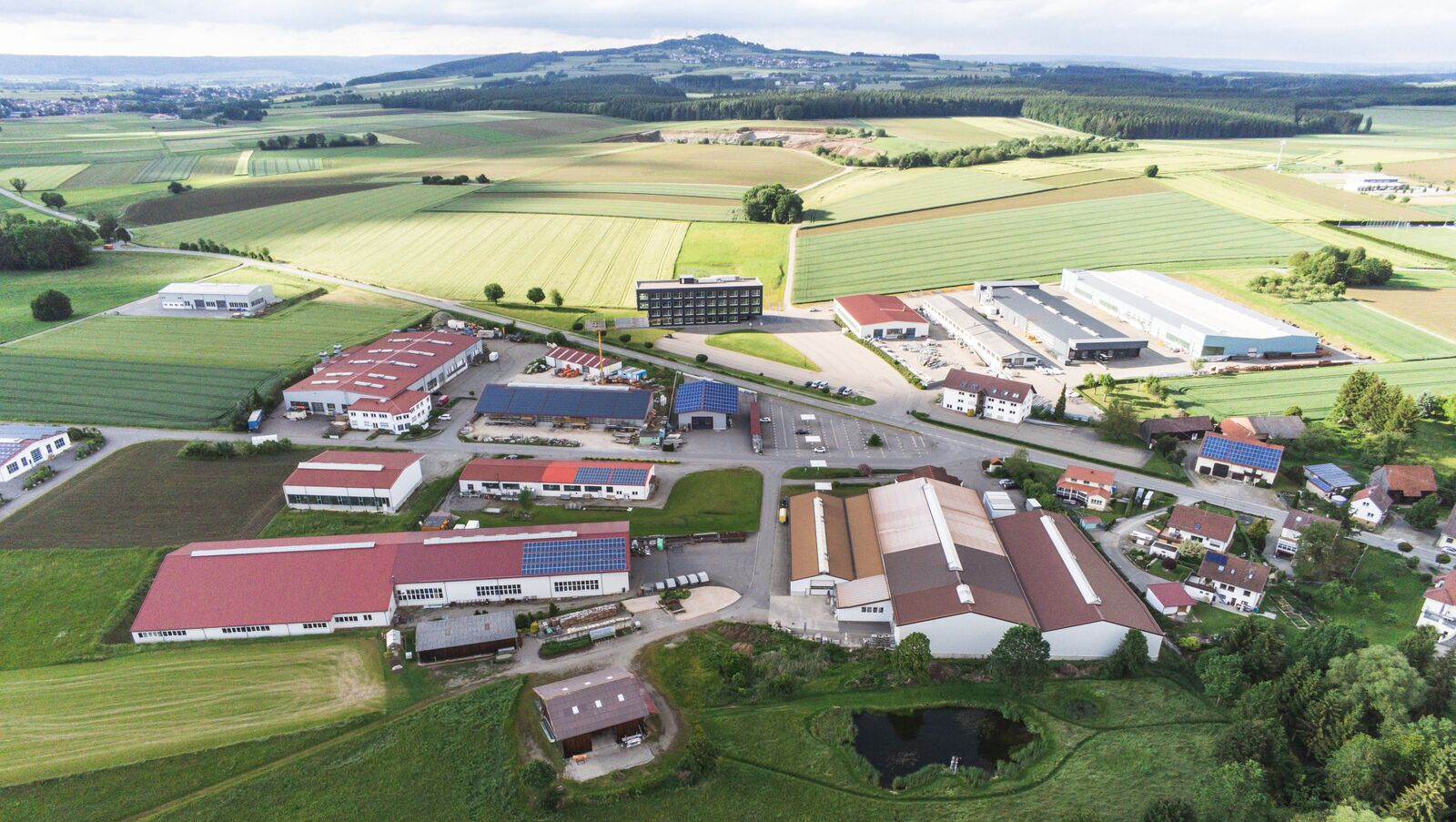
Gewerbegebiet Betzenweiler

In Relation zur Gemeindegröße hat Betzenweiler eine sehr hohe Wirtschaftskraft und damit ein hohes Gewerbesteuereinkommen. Im Jahr 2015 betrugen die gesamten Einnahmen 1,84 Mio. Euro, was einer Gewerbesteuer von 2520 Euro pro Kopf entspricht. Allein bei den zwei größten Firmen May Gerätebau GmbH und Reck Technik GmbH & Co. KG sind zusammen nahezu 400 Mitarbeiter beschäftigt. Daneben gibt es eine Vielzahl weiterer Unternehmen mit bis zu rd. 50 Mitarbeitern.

### Verkehr
Betzenweiler liegt an der L270, der K7536 sowie an der K7537. Die Kreisstadt Biberach an der Riß kann innerhalb von 20 Minuten erreicht werden, das Kreismittelzentrum Riedlingen in 10 Minuten. Die hohe Zahl an Pendlern und der zunehmende Güterverkehr führen zu einer verstärkten Verkehrsbelastung des Ortes.
Durch den Ortsteil Bischmannshausen führt als Landes-Fernradweg der Oberschwaben-Allgäu-Radweg. Er ist eine Rundstrecke über Ulm und Tettnang.

## Persönlichkeiten
- Joseph Schefold (1764–nach 1837), Schreiner in Betzenweiler (Kreis Biberach), war der Stammvater der Orgelbauersippe Schefold in Biberach, Ehingen und CH-Beckenried.[5]
- Rupert Kniele (1844–1911), Arzt und Pionier der Plansprache Volapük
- Ehrenbürger: Anton Reck, Unternehmer (1933–2014)[6]
- Bürgermeister (seit Kriegsende): Anton Dangel (1946–1970), Anton Wachter (1970–1986), Franz Gaiser (1986–2002), Dietmar Rehm (2002–2018), Tobias Wäscher (seit 2018)